# Odeón de Rodas
El Odeón de Rodas era un antiguo odeón, o teatro de música y canto, de la ciudad de Rodas, en la isla del mismo nombre (actual Rodas), en Grecia. Sus ruinas se encuentran en la zona arqueológica de la acrópolis de la ciudad, en el lado occidental de la actual ciudad de Rodas.

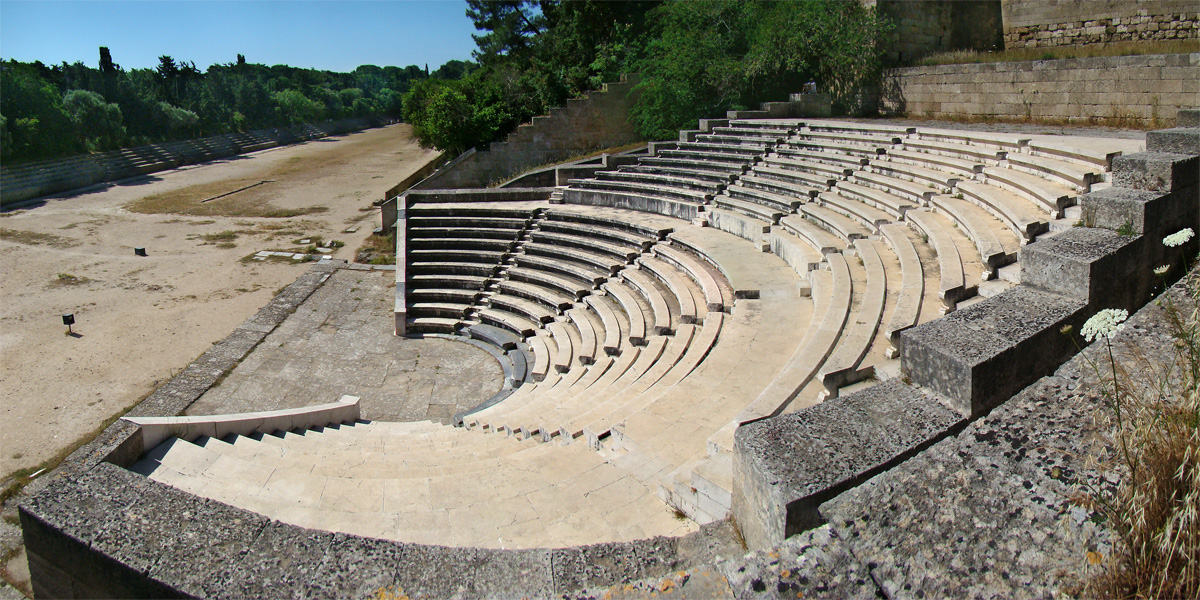
Odeón. Al fondo, a la izquierda el Estadio de Rodas.

Se construyó en el período helenístico, en los años 200-100 a. C. Está situado en el borde de la acrópolis, el muro de contención oriental de la ciudad alta, en el lado occidental del extremo norte del Estadio. Está construido en una rara forma cuadrada, pero con la forma semicircular normal de las filas de asientos de la tribuna. En el centro hay una orchestra circular. El auditorio tiene capacidad para 800 personas.
En la antigüedad, se utilizaba presumiblemente no solo para actuaciones musicales, sino también para la enseñanza de la retórica, estrechamente relacionada con el gimnasio cercano. Fue completamente restaurado durante las excavaciones llevadas a cabo por los italianos entre 1912 y 1945, y sus estructuras son principalmente de mármol nuevo. Actualmente se utiliza para representaciones musicales y teatrales en verano.